# Stanisław Biela
Stanisław Biela (* 2. April 1994) ist ein ehemaliger polnischer Skispringer.

## Werdegang
Stanisław Biela begann seine internationale Karriere im Rahmen des Alpencups am 19. Dezember 2008 in Seefeld, bei dem er allerdings nur den 67. Platz belegte. Erst nach über zwei Jahren Pause startete Biela im Januar 2011 mit seiner Teilnahme an vier Wettbewerben in Szczyrk erstmals im FIS-Cup, hier war seine beste Platzierung ein 20. Rang. Im Laufe der nächsten Jahre folgten regelmäßig weitere Teilnahmen.
Biela debütierte am 8. und 9. Dezember 2012 mit den Plätzen 46 und 28 bei den Wettbewerben in Almaty im Continental Cup. Auch hier folgten im Laufe der nächsten Saisons regelmäßig weitere Teilnahmen, seine beste Platzierung waren zwei vierte Plätze in Planica und Brotterode im Januar und Februar 2015, womit er zweimal nur knapp einen Podestplatz verfehlte. Am 15. und 18. Januar 2015 debütierte er darüber hinaus im Skisprung-Weltcup mit seiner Teilnahme an zwei Wettbewerben in Wisła, wo er die Plätze 43 und 48 belegte. Ende des Monats nahm er an der Winter-Universiade 2015 in Štrbské Pleso teil und gewann nach Rang sieben im Einzel mit der Mannschaft die Bronzemedaille. Zwei Jahre später startete er nach eher mittelmäßigen Saisons im FIS- und Continental Cup bei der Winter-Universiade 2017 in Almaty. Dort verteidigte er mit der Mannschaft die Bronzemedaille im Teamspringen.
Im März 2018 nahm Biela letztmalig an internationalen Wettkämpfen teil.

## Statistik

### Continental-Cup-Platzierungen
| Saison  | Sommer | Sommer | Winter | Winter | Gesamt | Gesamt |
| Saison  | Platz  | Punkte | Platz  | Punkte | Platz  | Punkte |
| ------- | ------ | ------ | ------ | ------ | ------ | ------ |
| 2012/13 | –      | –      | –      | –      | 146.   | 016    |
| 2014/15 | –      | –      | 037.   | 166    | 051.   | 166    |
| 2015/16 | 084.   | 014    | 104.   | 010    | 114.   | 024    |
| 2016/17 | 08.    | 042    | 073.   | 024    | 091.   | 066    |